# Всеобщие выборы в Перу (1939)
Всеобщие выборы в Перу проходили 22 октября 1939 года. На них избирались президент и члены обеих палат Конгресса Республики. Президентом был избран Мануэль Прадо-и-Угартече, получивший 77,5% голосов.

## Результаты

### Президентские выборы
| Кандидат                             | Партия                               | Голоса  | %    |
| ------------------------------------ | ------------------------------------ | ------- | ---- |
| Мануэль Прадо-и-Угартече             | Консервативная коалиция              | 262 971 | 77,5 |
| Хосе Кесада Ларреа                   | Патриотический фронт                 | 76 222  | 22,5 |
| Недействительных/пустых бюллетеней   | Недействительных/пустых бюллетеней   |         | –    |
| Всего                                | Всего                                | 339 193 | 100  |
| Зарегистрированных избирателей/ Явка | Зарегистрированных избирателей/ Явка | 597,182 |      |
| Источник: Nohlen                     |                                      |         |      |